# رومان دزنلادزه

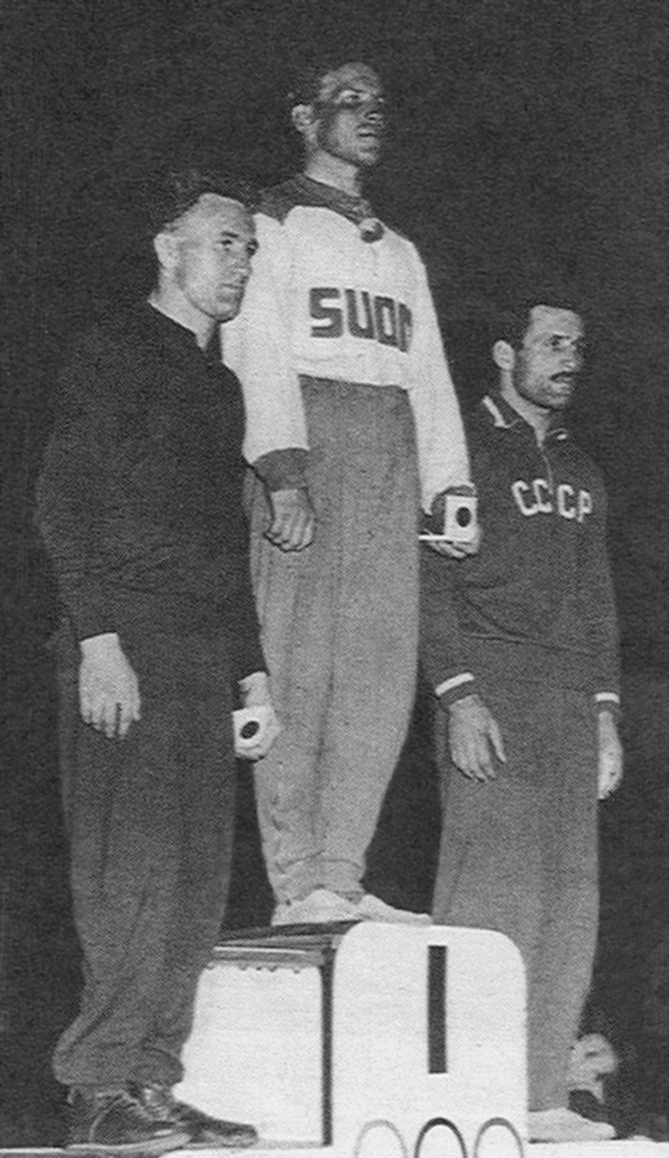
از چپ به راست: ایمره پولیاک، راونو ماکینن، رومن دزنلادزه در المپیک ۱۹۵۶

رومان دزنلادزه (زاده ۱۲ آوریل ۱۹۳۳ - درگذشته ۱۱ آوریل ۱۹۶۶) کشتی‌گیر گرجستانی بود که در بازی‌های المپیک تابستانی ۱۹۵۶ شرکت داشت.